# Miombo
 (septembre 2016).
Si vous disposez d'ouvrages ou d'articles de référence ou si vous connaissez des sites web de qualité traitant du thème abordé ici, merci de compléter l'article en donnant les références utiles à sa vérifiabilité et en les liant à la section « Notes et références ».

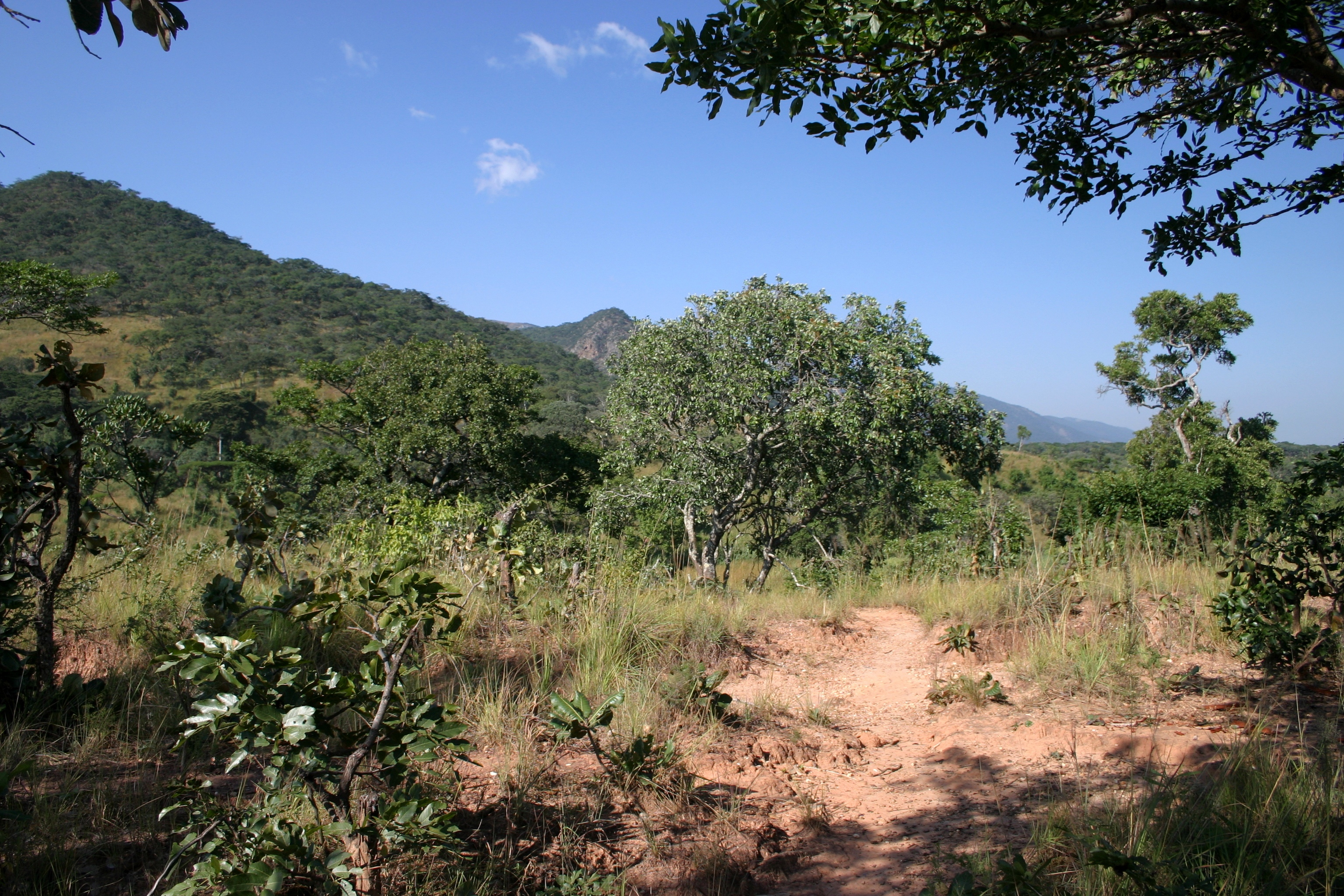
Forêt de miombo sur le plateau de Nyika, Malawi.

Le miombo est un genre de savane boisée du centre et du sud de l'Afrique.
Miombo est le mot employé en swahili pour Brachystegia, un genre d'arbre comprenant un grand nombre d'espèces.
En termes d'écologie du sol, le miombo appartient au biome des prairies, savanes et brousses tropicales et subtropicales de l'écozone afrotropicale dans le schéma du World Wildlife Fund, composé de quatre savanes boisées (écorégions). Il se caractérise par une présence prédominante d'espèces de miombo, que l'on trouve sous une variété de climats qui vont de l'humide au semi-aride, du tropical au subtropical ou au tempéré.
La caractéristique de ces arbres est de perdre leurs feuilles pour une courte période dans la saison sèche pour réduire les pertes d'eau, et de produire une poussée de nouvelles feuilles juste avant l'arrivée de la saison des pluies avec des couleurs or et rouges masquant la chlorophylle sous-jacente, similaire aux couleurs de l'automne sous le climat tempéré de l'hémisphère nord.

## Le miombo dans les langues en Afrique
Le terme miombo est utilisé par les langues bantoues de la région, telles que le shona et le bemba. En bemba, le mot miombo est le pluriel du mot muombo, qui est un nom spécifique pour les espèces Brachystegia longifolia. Miombo est un mot swahili pour Brachystegia, un genre d'arbre comprenant un très grand nombre d’espèces. 

## Population

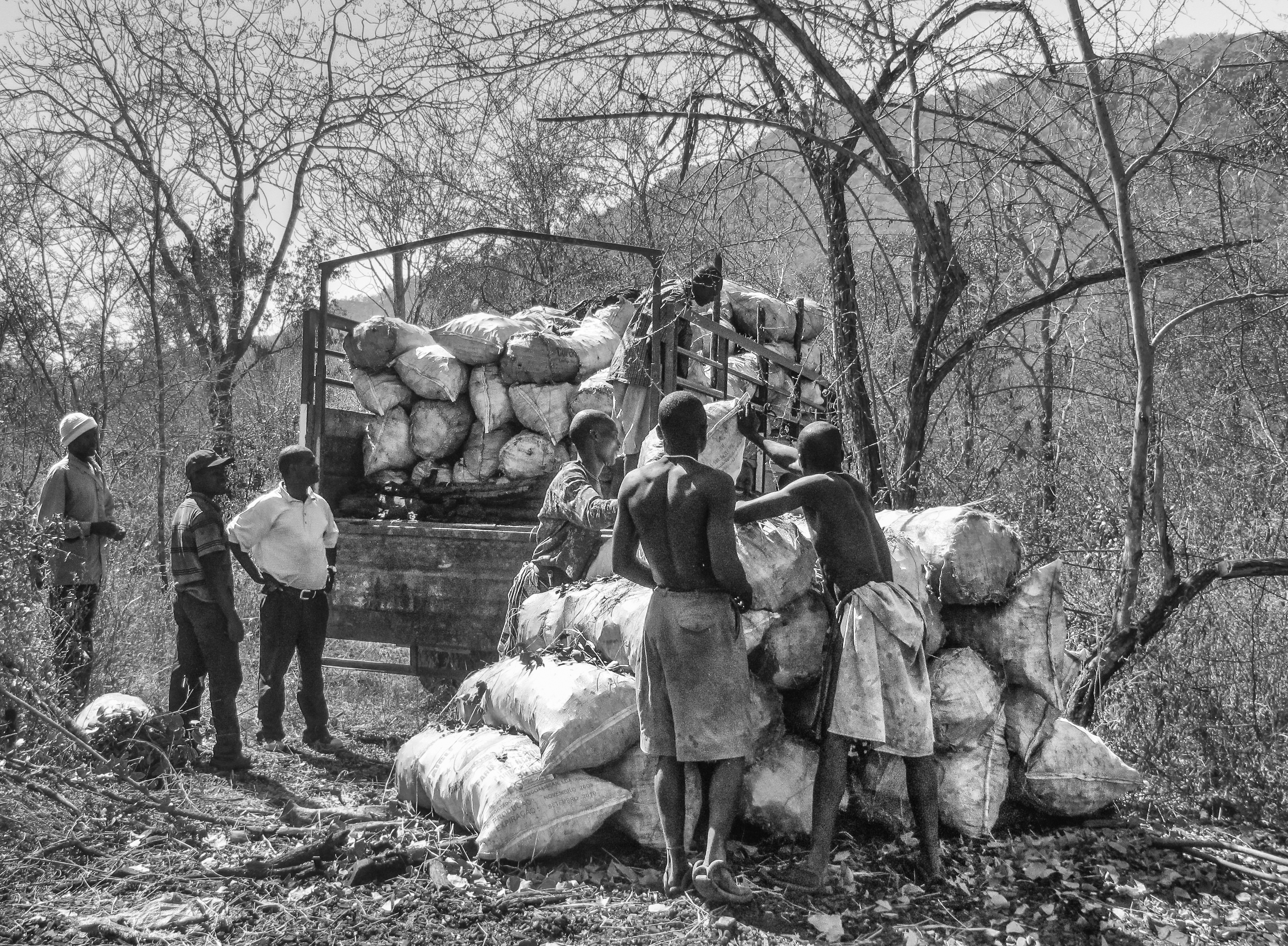
Production de charbon de bois en Angola.

Les savanes boisées de miombo sont très importantes pour la vie courante de la population rurale qui dépend des ressources disponibles dans ces bois. La large variété d'espèces fournit des produits tels que les fruits, le miel et le fourrage pour les troupeaux.

## Localisation

Localisation du miombo.

Le miombo s’étend en une large ceinture au travers de l'Afrique centrale et australe, de l'Angola à l'ouest à la Tanzanie à l'est, à travers le Burundi, le Zimbabwe, la Zambie, le Mozambique, la République démocratique du Congo, le Malawi, le Mozambique, la Namibie, ainsi qu'une toute petite partie dans le Nord-Est du Botswana et de l'Afrique du Sud. Avec une superficie d'environ cinq millions de kilomètres carrés, le miombo est la plus grande forêt sèche du monde.

### Écorégions de miombo

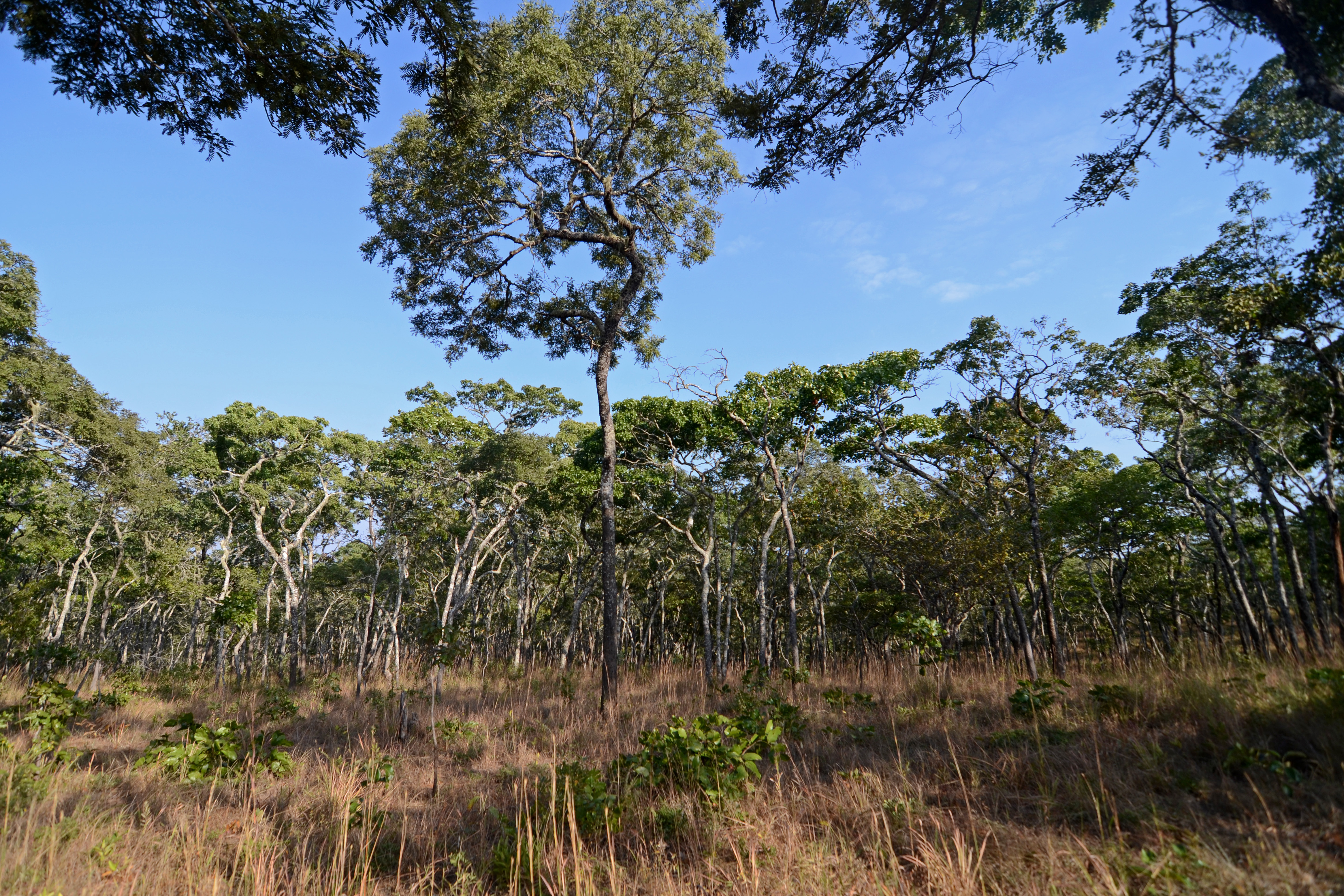
Savane boisée de miombo à la Nkhotakota Game Reserve, au Malawi.

Les quatre écorégions de miombo sont :
- Miombo de l'Angola (Angola) ;
- Miombo zambézien central (Angola, Burundi, République démocratique du Congo, Malawi, Tanzanie, Zambie) ;
- Miombo oriental (Mozambique, Tanzanie) ;
- Miombo du Sud (Malawi, Mozambique, partie méridionale de la Zambie, Zimbabwe).

Elles appartiennent au biome des prairies, savanes et terres arbustives tropicales et subtropicales, défini par le WWF.  Ces savanes boisées sont dominées par des arbres de la sous-famille Caesalpinioideae, particulièrement Brachystegia, Julbernardia et Isoberlinia, qui sont rarement trouvés hors de l'écosystème des savanes boisées de miombo.

## Description
Le miombo est caractérisé par la dominance des espèces du genre Brachystegia qui poussent dans les zones semi-arides de la savane tropicale. Une caractéristique des arbres du miombo est que leurs feuilles deviennent rouges pendant une courte période, ce qui ressemble à l'automne de l'hémisphère nord ; les feuilles reviennent au vert quand la saison des pluies commence.
Sa production annuelle est (en t/ha/an):
- Herbes sèches :3,2
- Feuilles : 2,9
- Fruits : 0,5
- Bois : 4,5

## Flore et faune

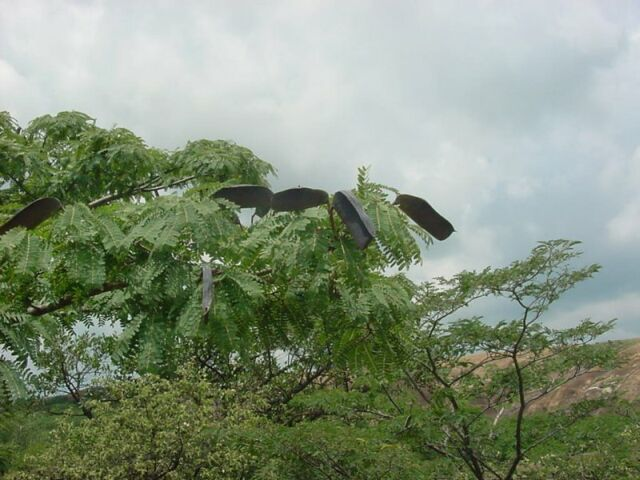
Feuillage et pieds de mountain mfuti, Brachystegia glaucescens

Malgré la relative pauvreté des nutriments du sol, la longue saison sèche et les faibles chutes de pluie dans certains endroits, les bois abritent cependant beaucoup d'espèces, comprenant notamment des espèces d'oiseaux endémiques. L'arbre prédominant du miombo est le Brachystegia. Il fournit de la nourriture et un abri pour des mammifères variés comme l'éléphant d'Afrique (Loxodonta africana), le lycaon (Lycaon pictus), l'hippotrague noir (Hippotragus niger) et le bubale (Sigmoceros lichtensteinii).